# 曹馥
曹馥（3世纪？—311年），西晋官員，官至尚書僕射。
晋武帝时，豫州大中正夏侯骏上言，请求以尚书郎曹馥取代司空司马孔毓担任鲁国小中正。八王之乱时，东海王司马越发兵防备成都王司马颖，司马越以东海中尉刘洽为左司马，尚书曹馥为军司。晋怀帝时曹馥任尚书右仆射。永嘉五年（311年）六月十二，汉赵刘曜、王弥入京师洛阳，刘曜杀死晋太子司马诠、吴孝王司马晏、右仆射曹馥、尚书闾丘冲、河南尹刘默等人，士民死了三万多人。